# Telomian
Il Telomian è un tipo di cane che si trova in villaggi isolati vicino al fiume Telom nelle foreste pluviali della penisola malese.  È stato introdotto negli Stati Uniti.
Secondo la Malaysian Kennel Association in una dichiarazione si afferma che si tratta di cani pariah e non di razza.

## Storia
L'antropologo Orville Elliot scoprì questi cani nel 1963, durante i suoi studi sui nativi lungo il fiume Teloma, nel distretto di Pahang, nella Malaysia continentale. Il Telomai è senza dubbio una razza di cani molto antica, ma non si sa qualcosa di certo sulla sua età. Gli esperti ritengono che sia un parente stretto del cane Borneo, ma non ci sono prove scientifiche di ciò. Il tipo appartiene ai cani orientali, che hanno origine a est di una linea tracciata tra i monti Urali e l'Himalaya.
Oggi la razza è riconosciuta negli Stati Uniti dal Continental Kennel Club.
Telomai sono anche tenuti dagli Orang Asli non solo come animali domestici, ma anche per la caccia. 

## Caratteristiche
Nel loro habitat naturale, questi cani sono noti per le loro caratteristiche di arrampicata sugli alberi. Gli indigeni della zona vivono in capanne costruite su palafitte, a circa 180-250 cm sopra il livello del suolo. Scale ripide conducono alle capanne, che sia gli indigeni che i cani salgono e scendono quando vanno a dormire. I cani si arrampicano per primi, quindi possono inseguire o uccidere serpenti e animali che potrebbero essersi stabiliti dove la maggior parte della famiglia è stata fuori.
Telomai è un cane relativamente quadrato con pelo corto e liscio adiacente, e ha un'anatomia molto morbida e mobile rispetto ai cani normali. Una caratteristica speciale è che i cani hanno una lingua blu, come il Chow chow. Cresce fino a circa 38-48 cm di altezza e normalmente pesa circa 8-13 kg, a seconda del sesso. Il mantello è solitamente bicolore nero o marrone rossastro scuro con il bianco sul petto e sul petto e sull'addome e lungo le gambe. Può avere una maschera nera e ha sempre la punta della coda bianca. Il corpo è relativamente magro e molto muscoloso. La testa, che ha un cranio relativamente ampio, è tipica dei cani paria, comprese le caratteristiche rughe sulla fronte e le orecchie a punta in piedi. Il muso è moderatamente lungo e le mascelle sono potenti. Esteticamente il disegno della pezzatura del colore ricorda quella del cane Zerdava turco.
Questi cani non abbaiano, ma hanno un ampio vocabolario e uno schema sonoro che ricorda il Basenji e il  Cane Canoro della Nuova Guinea. Il set da corsa ha caratteristiche comuni con le immagini, anche se non è così veloce. La velocità massima è ancora intorno ai 50-55 km / h, che è molto veloce per un cane piccolo e dalle gambe corte. Un'altra caratteristica di questi cani è che le zampe vengono utilizzate attivamente per tenere e spostare le cose. In cambio del cibo fornito dalla tribù, esso distrugge gli animali trovati nei cottage fino ai serpenti e ai topi.
È un cane attivo che è affettuoso verso le persone e possiede un temperamento simile a un terrier. Presentano orecchie erette, code ricce, con pelo corto sul mantello rosso o giallo. Potrebbe esserci qualche variazione nel colore del mantello.  Alcuni sono di colore pezzato e occasionalmente alcuni hanno una maschera nera.